# Cristian Molinaro
Cristian Molinaro, född 30 juli 1983 i Vallo della Lucania, är en italiensk fotbollsspelare som senast spelade för Frosinone.